# Bulinus mutandensis
Bulinus mutandensis е вид коремоного от семейство Planorbidae. Видът е световно застрашен, със статут Уязвим.

## Разпространение
Разпространен е в Уганда.